# Thomas-Fettschwanzmaki
Der Thomas-Fettschwanzmaki (Cheirogaleus thomasi) ist eine Primatenart aus der Gruppe der Lemuren. Die Art wurde bereits 1894 durch den Schweizer Zoologen Charles Immanuel Forsyth Major als Opolemur thomasi beschrieben, später aber mit dem Westlichen Fettschwanzmaki (Cheirogaleus medius) synonymisiert. Im Jahr 2014 wurde die Art unter der Bezeichnung Cheirogaleus thomasi revalidiert. Sie ist in ihrem Verbreitungsgebiet auf einen bewaldeten Küstenstreifen im äußersten Südosten von Madagaskar beschränkt. Der Küstenstreifen reicht von St. Luce nach Petriky mit der Stadt Tolagnaro etwa in der Mitte.

## Merkmale
Major beschrieb die Art anhand von drei in der Nähe von Tolagnaro gefangener Exemplare und gab für die beiden ausgewachsenen Tiere, von denen eins in Alkohol konserviert und das andere getrocknet wurde, eine Kopf-Rumpf-Länge von 22,5 bzw. 23,2 cm und eine Schwanzlänge von 21,5 bzw. 19,5 cm an. Wie für Fettschwanzmakis typisch ist der Kopf abgeflacht und breit und die Schnauze kurz. Die Tiere sind überwiegend grau gefärbt mit einem rotbraunen Anflug. Die Haare haben silbrig schimmernde Spitzen. Die Kopfoberseite ist dunkler. Die gleiche Tönung hat eine dunkle, im Nacken nicht geschlossene Halsbinde. Die Augenringe und die kurzen Ohren sind braunschwarz. Ein weißlicher Streifen zwischen den Augen verläuft bis zum unbehaarten Nasenspiegel. Wangen, Lippen, Kinn, Kehle, Brust, Bauch und die Innenseiten von Armen und Beinen sind gelblichweiß. Die Hände haben fünf Ballen, die Füße sieben. Verglichen mit dem sehr ähnlichen Westlichen Fettschwanzmaki (Cheirogaleus medius) hat der Thomas-Fettschwanzmaki einen größeren Schädel und ein breiteres Gebiss.